# Philip Baker Hall
Philip Baker Hall, född 10 september 1931 i Toledo i Ohio, död 12 juni 2022 i Glendale, Kalifornien, var en amerikansk skådespelare.

## Filmografi i urval
- 1970 – Zabriskie Point
- 1978 – M*A*S*H (TV-serie) (1 avsnitt)
- 1980 – Familjen Walton (TV-serie) (1 avsnitt)
- 1982 – Cagney och Lacey (TV-serie) (1 avsnitt)
- 1982 – Quincy (TV-serie) (2 avsnitt)
- 1982 – T.J. Hooker (TV-serie) (1 avsnitt)
- 1984 – Benson (TV-serie) (1 avsnitt)
- 1987 – Miami Vice (TV-serie) (1 avsnitt)
- 1988 – Fem i familjen (TV-serie) (3 avsnitt)
- 1988 – Midnight Run (1 avsnitt)
- 1989–1990 – Maktkamp på Falcon Crest (TV-serie) (13 avsnitt)
- 1989 – Snacka går ju...
- 1989 – Ghostbusters 2
- 1990 – Matlock (TV-serie) (1 avsnitt)
- 1991 – Lagens änglar (TV-serie) (1 avsnitt)
- 1991 – Mord och inga visor (TV-serie) (1 avsnitt)
- 1991 – Seinfeld (TV-serie) (avsnittet "The Library")
- 1993 – Skål (TV-serie) (1 avsnitt)
- 1994 – Chicago Hope (TV-serie) (1 avsnitt)
- 1994 – Härlige Harry (TV-serie) (1 avsnitt)
- 1996 – Öga för öga
- 1996 – The Rock (ej krediterad)
- 1997 – Boogie Nights
- 1997 – Advokaterna (TV-serie) (4 avsnitt)
- 1997 – Air Force One
- 1997 – Millennium (TV-serie) (2 avsnitt)
- 1997 – Tredje klotet från solen (TV-serie) (1 avsnitt)
- 1998 – Truman Show
- 1998 – Psycho
- 1998 – Seinfeld (TV-serie) (avsnittet "The Finale")
- 1998 – Rush Hour
- 1998 – Enemy of the State (ej krediterad)
- 1999 – Insider
- 1999 – Magnolia
- 1999 – Djävul i svart
- 1999 – The Talented Mr. Ripley
- 2000 – Rules of Engagement
- 2000 – Barnen från andra sidan
- 2002 – Brottskod: Försvunnen (TV-serie) (1 avsnitt)
- 2002 – The Sum of All Fears
- 2003 – Dogville
- 2003 – Everwood (TV-serie) (3 avsnitt)
- 2003 – Bruce den allsmäktige
- 2004 – Boston Legal (1 avsnitt)
- 2004 – Curb Your Enthusiasm (TV-serie) (1 avsnitt)
- 2004 – In Good Company
- 2004 – Monk (TV-serie) (1 avsnitt)
- 2004 – Vita huset (TV-serie) (2 avsnitt)
- 2005 – Matador
- 2005 – The Amityville Horror
- 2005 – The Zodiac
- 2006 – The Shaggy Dog
- 2007 – Big Love (TV-serie) (1 avsnitt)
- 2007 – Rush Hour 3 (ej krediterad)
- 2007 – Zodiac
- 2008 – Psych (TV-serie) (1 avsnitt)
- 2009 – Curb Your Enthusiasm (TV-serie) (1 avsnitt)
- 2009 – The Lodger
- 2009 – True Jackson (TV-serie) (1 avsnitt)
- 2010 – The Life & Times of Tim (TV-serie) (röstroll, 1 avsnitt)
- 2011 – Poppers pingviner
- 2011 – 50/50
- 2011 – Modern Family (TV-serie) (3 avsnitt)
- 2012 – Argo (ej krediterad)
- 2012 – The Newsroom (TV-serie) (1 avsnitt)
- 2015 – Bojack Horseman (TV-serie) (röstroll, 2 avsnitt)